# Melika
Melika, eller Malika (av arabiskans ملكة), (turkiska: Melike) (persiska: Malake), är ett kvinnonamn som betyder drottning. På pashto betyder namnet fe eller ängel.
Den 31 december 2008 fanns det 101 kvinnor i Sverige med namnet Melika, varav 76 med namnet som tilltalsnamn. Vid samma tidpunkt fanns det 207 kvinnor med namnet Malika, av vilka 168 hade det som tilltalsnamn.